# بورخا روزادا
بورخا روزادا (انگلیسی: Borja Rozada؛ زادهٔ ۱۶ سپتامبر ۱۹۸۱) نقشه خوان رالی اهل اسپانیا است.